# 阿膠

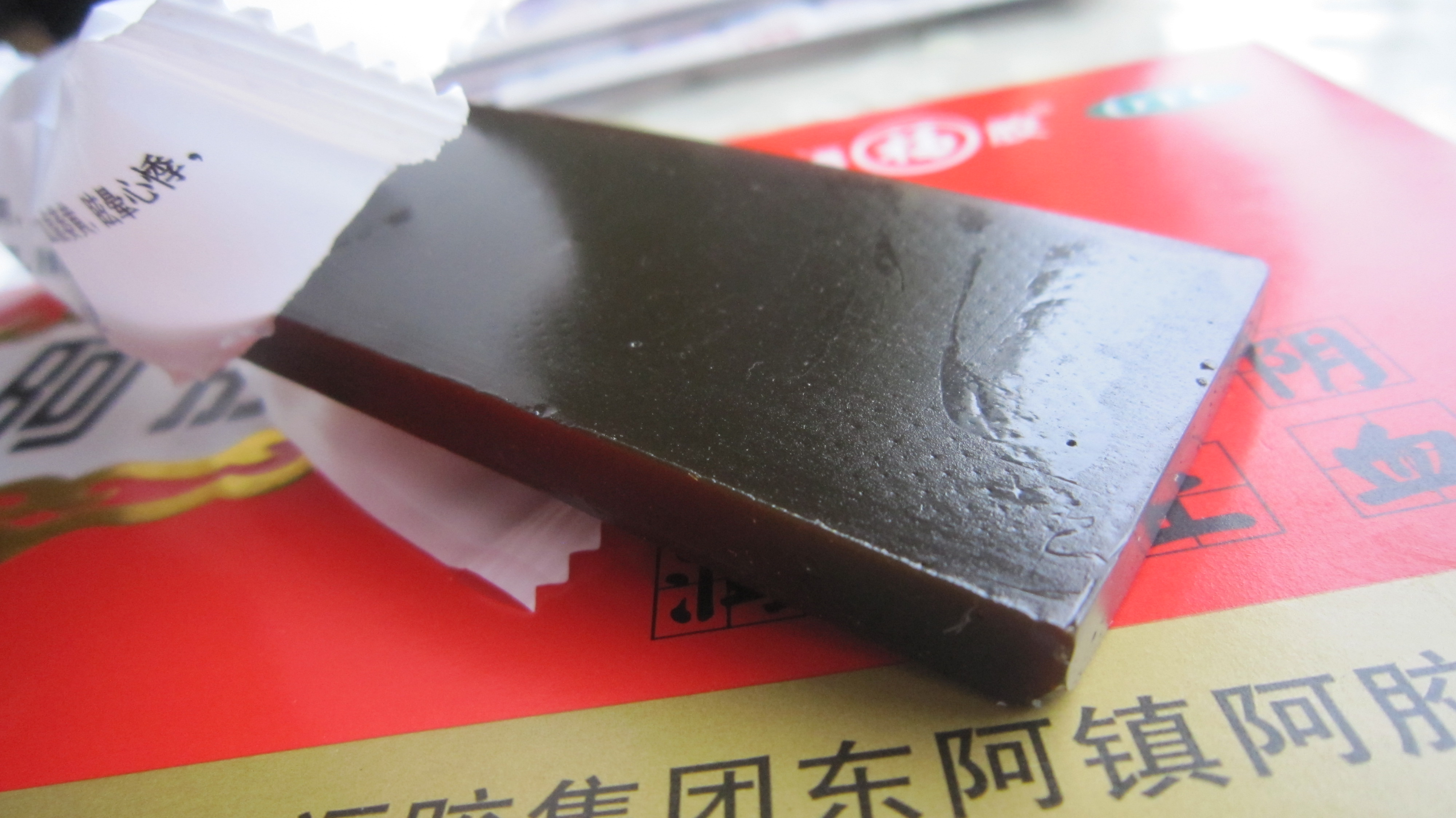
阿膠

阿膠（あきょう、中国語 オージャオ Ējiāo、学名: Asini Corii Collas）は、生薬の一種で、ロバの皮を水で加熱抽出して作られるにかわ（ゼラチン）のこと。
血液機能を高める効果があり、主に貧血や婦人病への処方や、美容のために用いられている。

## 概要
中国で古くから使われている生薬の一種で、約2500年前に書かれた中国最古の医学書『五十二病方』に記載がある。
阿膠は、作った地域によって名称が変わり、中国山東省東阿県産のものが「阿膠」と呼ばれ、中国湖南省産のものは「驢皮膠」と呼ばれる。他にも、その作り方から傅致膠、盆覆膠などと呼ばれる場合もある。

## 成分
ロバの皮膚に含まれるコラーゲンが加水分解されたタンパク質や各種アミノ酸の混合物である。他にもカルシウム、マグネシウム、鉄など27種類のミネラルやコンドロイチンを含んでいる。 豚皮ゼラチンと比べると、リジンに富み、シスチンを含むがトリプトファンを欠く点で異なる。

## 品質
阿膠の生産にはロバの皮を使用するが、古来から非常に高価であったため、一般の女性が手にすることは不可能に近かった。現在も高価な代物であり、阿膠の産地である中国では原料であるロバが年々減少していることも関係して、阿膠の市場価格が日々上昇している。
しかし価格が上がる一方で、廃棄原材料を使用した安物製品も出回っている。原材料にロバの皮を使用したものに比べ、安価ではあるが皮製品の切れ端や牛の皮などを使用した製品もあり、消費者を悩ませている。

## 産地
中国山東省済南市平陰県の東阿鎮（かつては東阿県の中核）が主な産地で名前の由来にもなっている。
中国では、東阿阿膠社の阿膠が有名で、東阿阿膠社の製造技術は中国の無形文化財として登録されている。
2020年代には需要が高まり原材料の確保が困難になったため、アフリカ大陸の各国においてロバが密猟が盛んになった。アフリカの中国向け皮革の約3分の1は盗品だと推定されており、専門家の中には、現在の消費ペースでは10～20年でアフリカからロバがいなくなると懸念する声もある。また、アフリカの貧困層は移動や農耕にロバを用いているが、価格高騰により手が届きにくくなっている。

## 歴史
古くは『五十二病方』に記載がある他、中国最古の薬物学書である『神農本草経』には、「上品」（養命薬（生命を養う目的の薬）で、無毒で長期服用可能なもののこと）として記載されている。『全唐詩』には、楊貴妃が美容のために隠れて服用していたという記述もあり、身分の高い女性の間で人気があったものといえる（当時、阿膠は非常に高価であったため、一般の女性が手にすることは不可能に近い）。清代では、習慣性流産に悩んでいた西太后が阿膠を飲んで不妊治療に成功し、同治帝を産んだことでも知られる。
また、江戸時代に書かれた『薬徴続編』（著者：村井琴山）の中で阿膠の記載があることから、日本でも使われていた可能性がある。

## 効能
補血・滋陰・潤燥・止血・安胎。
中医学の考えでは、血は様々な症状と密接に関わりを持っているため、効能は幅広い。具体的には、生理痛の緩和、月経不順、子宮の不正大量出血や、出産後の滋養や抜け毛の改善、便通の改善、骨粗しょう症予防などの治療効果の他、肌荒れ・乾燥の防止、新陳代謝の促進などの美容効果がある。
また、16世紀に書かれた薬学書『本草綱目』において阿膠は「聖薬」（非常に優れていて、効能のある薬）として称賛されている。

### 配合された漢方方剤
- 温経湯
- 炙甘草湯
- 猪苓湯
- 猪苓湯合四物湯
- 芎帰膠艾湯

実際に漢方薬を服用してアレルギーを起こすことはまれだが、ゼラチンのアレルギーを持つ場合は注意が必要。

## 研究
阿膠は様々な研究がされているが、近年では美白作用についての研究もある。
また、美肌の効果解明のための共同研究も始められている。

## その他
中国では、阿膠を主原料にクルミやゴマ、干し竜眼、糖類を用いたゼリーの一種「阿膠糕」も作られており、こちらは純粋な菓子や土産物、一種の健康食品として市販されている。　